# Uitleggerkano
Een uitleggerkano is een type kano met een of meer langs de zijkant van de boot bevestigde drijvers. De uitleggerkano heeft een veel grotere stabiliteit en zeewaardigheid dan de gewone kano. Kleine boten hebben vaak slechts één drijver, aan bakboord, terwijl grotere boten er aan beide zijden een hebben.

## Geschiedenis
Uitleggerkano's, ook wel 'vlerkprauwen' genoemd, komen oorspronkelijk uit Zuidoost-Azië, waar ze gebruikt werden voor vervoer over zee tussen de eilanden. Men vermoedt dat de eerste menselijke migratie naar Australië en Polynesië met behulp van dit type boot heeft plaatsgevonden.
De uitleggerkano heeft oceaanexpedities van de Melanesische en Polynesische bevolkingen mogelijk gemaakt en zijn het gevolg van verdere ontwikkeling van de nog oudere catamaran die ooit door de volken van Oceanië ontworpen waren. Met deze scheepvaarttechnologie hebben de West-Melanesische en Austronesische volkeren onder andere succesvolle expedities naar Amerika en Afrika gemaakt.
Toen Ferdinand Magellaan in 1521 aankwam op de Marianen, noteerde Antonio Pigafetta in zijn logboek van de reis dat de lokale zeilboten veel sneller en wendbaarder waren dan de Europese schepen.
De techniek heeft de tand des tijds doorstaan. In de Filipijnen worden uitleggerkano's, of bangka's zoals ze daar worden genoemd, gebruikt bij het vissen, duiken of als transportmiddel tussen de vele eilanden. Ze zijn dikwijls uitgerust met een buitenboordmotor en kunnen behoorlijk grote afmetingen hebben.
Racen met uitleggerkano's is op diverse plaatsen in de wereld een populaire vorm van sport.

## Galerij

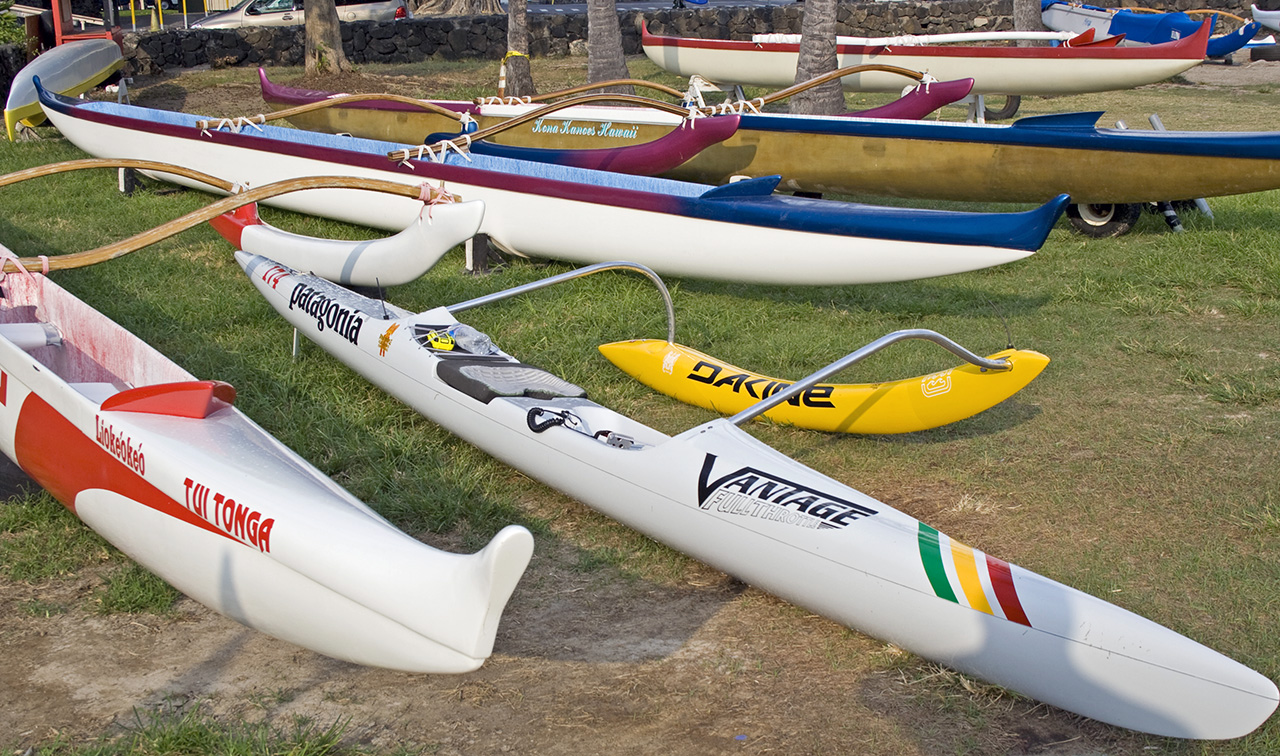
Uitleggerkano's
Uitleggerkanovaren
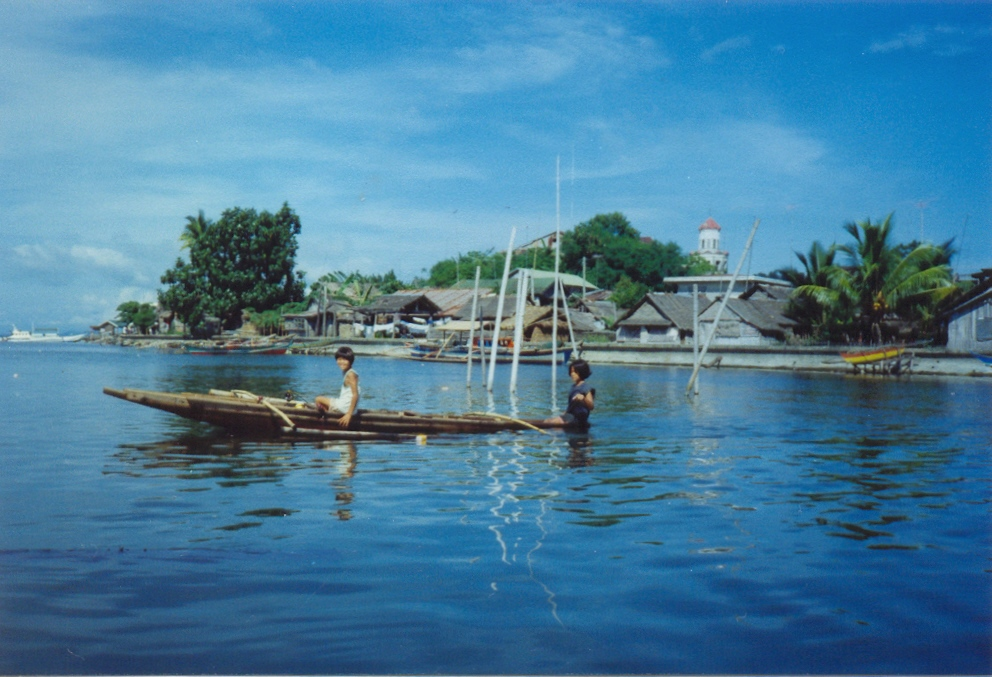
Een kleine uitlegger voor de kust van Samar
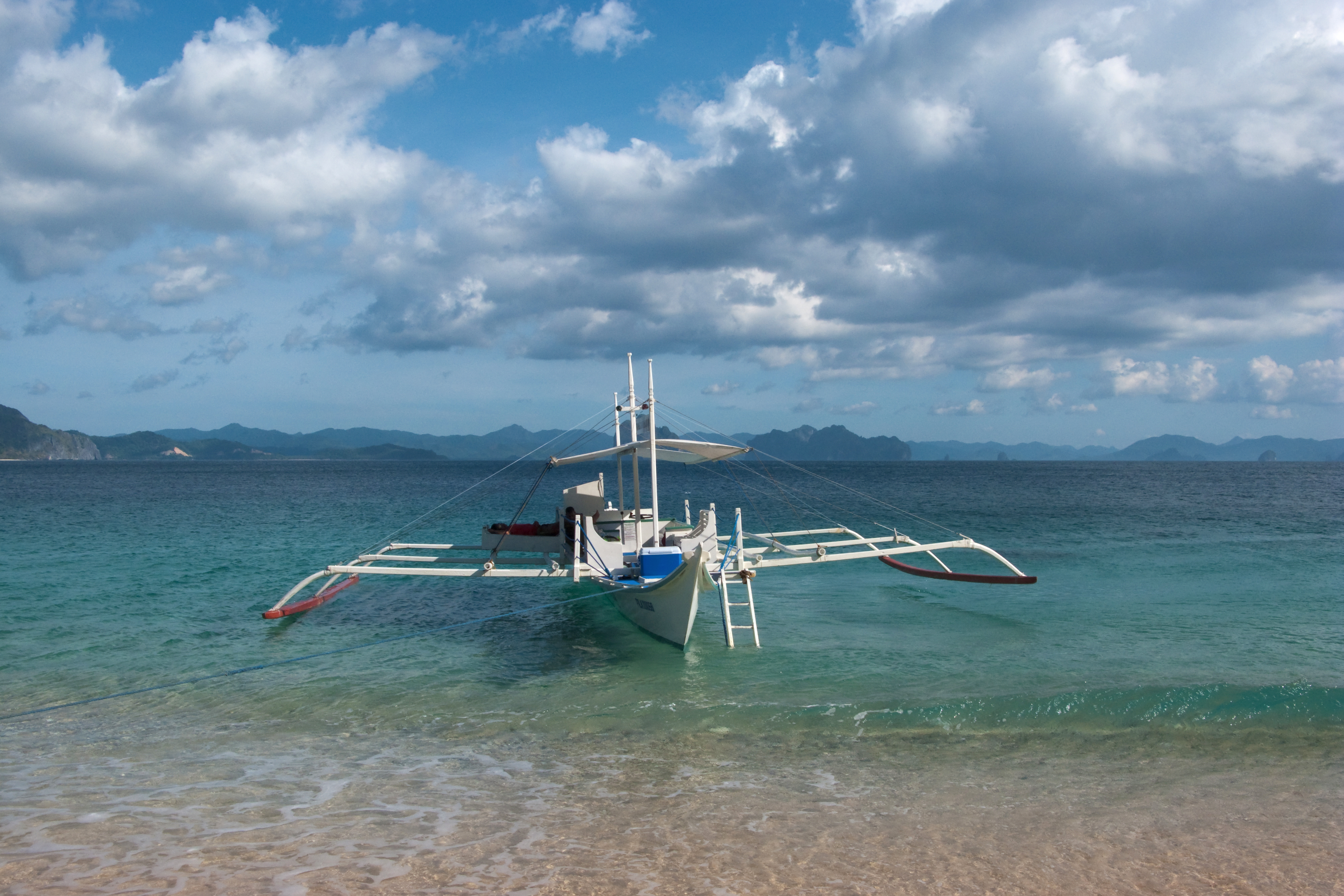
Wat grotere bangka voor de kust van Palawan voor duikdoeleinden